# Passa

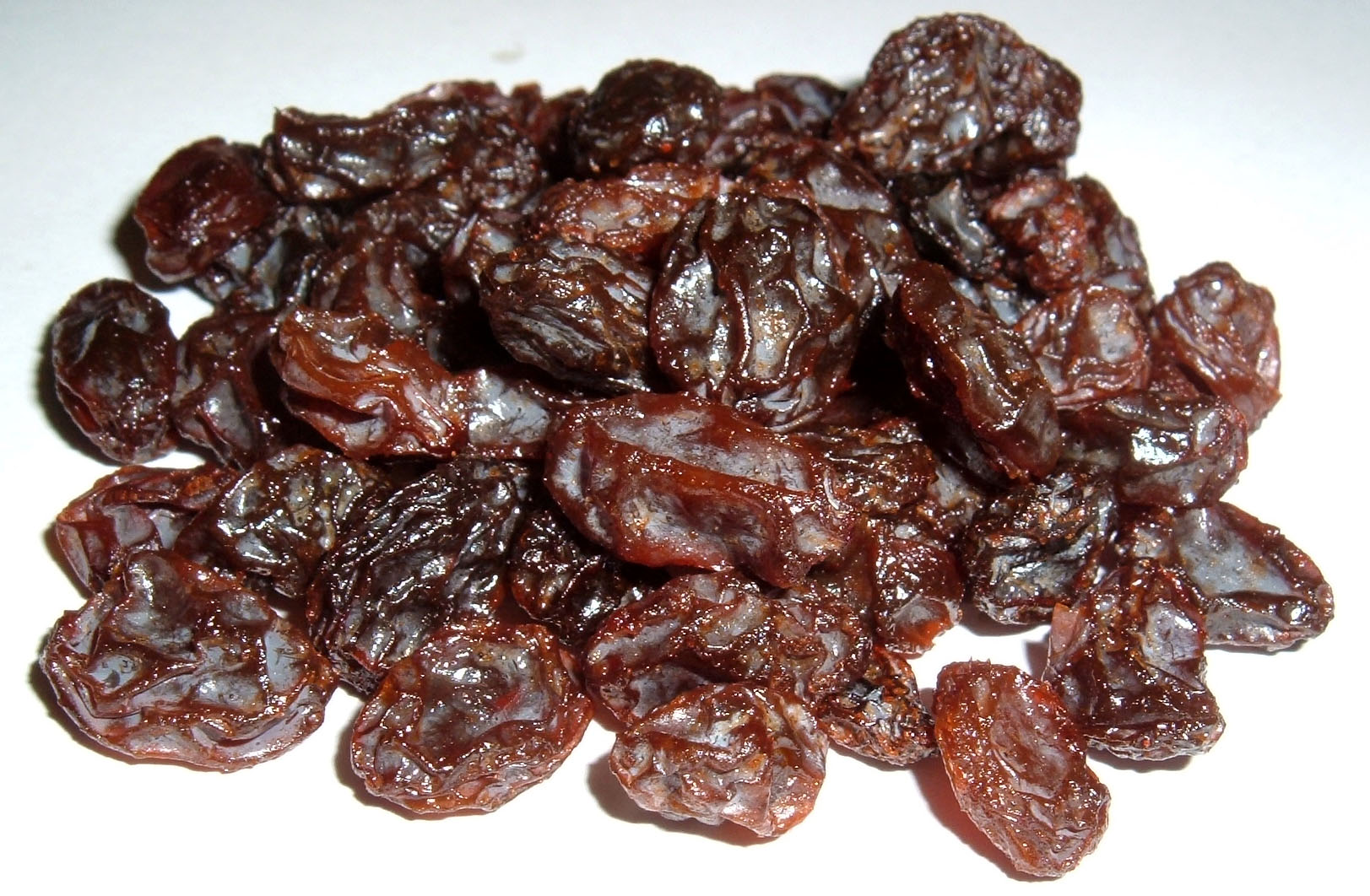
Passas

Passas, ou uvas passas, são uvas que passaram por um processo de desidratação, tornando-se um dos tipos mais conhecidos de frutas secas. Originadas de diferentes variedades de uvas, as passas são consumidas como aperitivo, em receitas doces e salgadas, ou como ingredientes em produtos industrializados.

## Produção
O processo de produção das passas começa com a seleção de uvas frescas, que passam por desidratação natural ao sol ou em estufas controladas. A desidratação reduz significativamente o teor de água da fruta, intensificando o sabor e preservando os nutrientes.
Após a secagem, as passas são submetidas a processos industriais, incluindo:
1. Remoção dos pedúnculos e impurezas.
2. Lavagem e secagem adicional.
3. Seleção por tamanho, realizada por peneiras específicas.
4. Empacotamento em sacos plásticos ou caixas de papelão para distribuição.

As passas variam em cor (douradas, castanhas ou pretas) e tamanho, dependendo da variedade de uva utilizada, como as variedades Thompson Seedless, Sultana ou Muscat.

## Usos Culinários
As passas são extremamente versáteis e utilizadas em:
- Doces e sobremesas: Bolos, tortas, pudins, biscoitos, sorvetes e saladas de frutas.
- Pães e massas: Incorporadas em pães doces, panetones e outros produtos de padaria.
- Pratos salgados: Adicionadas em saladas, arroz à grega, cuscuz e pratos com carnes.
- Aperitivos: Consumidas puras ou em mix de frutas secas e oleaginosas.

## Benefícios Nutricionais
As passas são ricas em nutrientes, incluindo:
- Vitaminas: Contêm vitaminas do complexo B, importantes para o metabolismo energético e a saúde do sistema nervoso.
- Minerais: São fontes de fósforo, potássio, ferro e cálcio, essenciais para a saúde óssea, muscular e cardiovascular.
- Fibras: Auxiliam no funcionamento intestinal e promovem sensação de saciedade.
- Antioxidantes: Incluem compostos fenólicos que ajudam a combater o estresse oxidativo.[1]

## História
O consumo de passas remonta à antiguidade, sendo mencionado em textos bíblicos e registros de civilizações como os romanos e os egípcios. Elas eram valorizadas não apenas como alimento, mas também como oferendas religiosas e moeda de troca.

## Tipos de Passas
Os tipos mais comuns incluem:
- Passas douradas: Secas em estufas com controle de umidade e dióxido de enxofre, possuem sabor mais doce e suave.
- Passas pretas: Secas ao sol, têm sabor mais intenso e textura levemente mais firme.
- Passas Sultana: Menores e mais doces, geralmente produzidas a partir de uvas sem sementes.

## Armazenamento
As passas devem ser armazenadas em local fresco e seco, protegidas da umidade e luz direta. Uma vez abertas, recomenda-se o uso de recipientes herméticos para preservar a frescura e evitar a formação de mofo.

## Curiosidades
- Passas são amplamente consumidas em festas e celebrações, como no Ano Novo, simbolizando prosperidade.
- Em muitos países, as passas são utilizadas como ingredientes em vinhos e destilados, conferindo doçura e complexidade aromática.